# Jan Hendrickx (touwtrekker)
Jan Albert Hendrickx (30 mei 1979) is een Belgisch touwtrekker.

## Levensloop
Hendrickx is afkomstig uit Dessel.
Met het Belgisch touwtrekteam - de Pull Bulls - nam hij onder meer deel aan de Wereldspelen van 2022, alwaar ze brons behaalden in de klasse tot 640 kg.